# Alberto Malaspina (nobile)

Stemma dei Malaspina.

Alberto Malaspina (... – 1140) è stato un generale italiano.

## Biografia
Alberto detto "il Malaspina" era figlio del marchese Oberto Obizzo IV, della stirpe degli Obertenghi.
Combattente nel 1136 con Lotario II prima a Roma e poi nelle Puglie, nel 1124 a Lucca, presenti alcuni parenti, si riappacificò col vescovo di Luni Andrea I, circa l'edificazione di un castello nei pressi di Sarzana.
È considerato il capostipite della famiglia Malaspina.

## Discendenza
Alberto sposò Adelaide del marchese Adalberto: i due ebbero tre figli:
- Guiscardo
- Obizzo (?-1185)
- Guglielmo